# Барба (коммуна)
Барба́ (фр. Barbas) — коммуна во французском департаменте Мёрт и Мозель региона Лотарингия. Относится к  кантону Бламон.	

## География
Барба расположена в 55 км к востоку от Нанси. Соседние коммуны: Бламон на севере, Фремонвиль на северо-востоке, Арбуе на востоке, Алловиль и Нониньи на юго-востоке, Домевр-сюр-Везуз на юго-западе, Верденаль на северо-западе.

## История
- В XVII веке в результате поголовных эпидемий, разоривших Лотарингию, деревня Барба практически полностью вымерла так же, как и соседние Репе, Отрепьер, Блемре и Фремонвиль.
- Деревня сильно пострадала во время Первой мировой войны в 1914—1918 годах.

## Демография
Население коммуны на 2010 год составляло 152 человека.
| 1962 | 1968 | 1975 | 1982 | 1990 | 1999 | 2010 |
| ---- | ---- | ---- | ---- | ---- | ---- | ---- |
| 172  | 162  | 142  | 129  | 141  | 145  | 152  |